# BNP Paribas Open 2015
BNP Paribas Open 2015 — ежегодный профессиональный теннисный турнир, в 40-й раз проводившийся в небольшом калифорнийском городке Индиан-Уэллс на открытых хардовых кортах. Мужской турнир имеет категорию ATP Masters 1000, а женский — WTA Premier Mandatory.
Соревнование открывает мини-серию из двух турниров, основная сетка которых играется более 1 недели (следом намечен турнир в Майами).
Соревнования были проведены на кортах Indian Wells Tennis Garden — с 9 по 22 марта 2015 года.
Прошлогодние победители:
- мужчины одиночки —  Новак Джокович.
- женщины одиночки —  Флавия Пеннетта.
- мужчины пары —  Боб Брайан /  Майк Брайан.
- женщины пары —  Пэн Шуай /  Се Шувэй.

## Общая информация
Мужской одиночный турнир собрал всех представителей Top10 мирового рейтинга. Первым номером посева стал лидер классификации и прошлогодний победитель Новак Джокович, а вторым Роджер Федерер. В итоге оба фаворита разыграли титул в финале между собой второй год подряд. Победу отпраздновал серб Джокович, для которого этот успех стал уже четвёртым на турнире (до этого он выигрывал в 2008, 2011 и 2014 годах). Этот титул к тому же стал для Новака юбилейным — 50-м за карьеру. В основном турнире приняли участие два представителя России Теймураз Габашвили и Михаил Южный, но оба уступили уже в первом раунде.
В мужском парном разряде победу отпраздновали Вашек Поспишил и Джек Сок, которые были посеяны под восьмым номером. В четвертьфинале им удалось обыграть прошлогодних чемпионов и первых сеяных на турнире Боба и Майка Брайнов.
Женский одиночный турнир также собрал почти всех сильнейших теннисисток мира: из первой десятки отсутствовала лишь четвёртая ракетка в мире чешская спортсменка Петра Квитова Прошлогодняя победительница соревнований Флавия Пеннетта защищала свой титул и добралась до четвертьфинала, где проиграла Сабине Лисицки. Лидер женского тенниса Серена Уильямс смогла дойти до полуфинала, но не вышла на матч против Симоны Халеп из-за травмы правого колена. В итоге титул в финале разыграли третий номер посева Симона Халеп и 18-я Елена Янкович. Находившаяся в ранге фаворита той встречи Халеп смогла выиграть главный трофей, став первым представителем Румынии кому это удалось. В основной сетке турнира приняло участие сразу девять россиянок, но лишь одна из всех смогла пройти в четвёртый раунд, а именно вторая сеянная Мария Шарапова, которая уступила там Флавии Пеннетте.
Парный приз у женщин достался паре Саня Мирза / Мартина Хингис, посеянной на соревновании под первым номером. Обе теннисистки ранее выигрывали парные соревнования в Индиан-Уэллсе (Мирза побеждала в 2011 году в альянсе с Еленой Весниной, а Хингис выигрывала ещё в 1999 году в дуэте с другой россиянкой Анной Курниковой. Прошлогодние победительницы турнира — Се Шувэй и Пэн Шуай не защищали свой титул, однако Се выступила на турнире в качестве четвёртого номера посева в паре с Флавией Пеннеттой, но они уступили уже в первом раунде. Из россиянок дальше прочих — до финала — прошла команда с участием Еленой Весниной и Екатерины Макаровой.

## Соревнования

### Одиночный турнир

#### Мужчины
Новак Джокович обыграл  Роджера Федерера со счётом 6-3, 6-7(5), 6-2.
- Джокович выигрывает свой 2-й одиночный титул в сезоне и 50-й за карьеру в основном туре ассоциации.
- Федерер сыграл свой 3-й одиночный финал в сезоне и 127-й за карьеру в основном туре ассоциации.

#### Женщины
Симона Халеп обыграла  Елену Янкович со счётом 2-6, 7-5, 6-4.
- Халеп выигрывает свой 3-й одиночный титул в сезоне и 11-й за карьеру в туре ассоциации.
- Янкович сыграла свой 1-й одиночный финал в сезоне и 33-й за карьеру в туре ассоциации.

### Парный турнир

#### Мужчины
Вашек Поспишил /  Джек Сок обыграли  Симоне Болелли /  Фабио Фоньини со счётом 6-4, 6-7(3), [10-7].
- Поспишил выигрывает свой 1-й парный титул в сезоне и 4-й за карьеру в основном туре ассоциации.
- Сок выигрывает свой 1-й парный титул в сезоне и 4-й за карьеру в основном туре ассоциации.

#### Женщины
Саня Мирза /  Мартина Хингис обыграли  Елену Веснину /  Екатерину Макарову со счётом 6-3, 6-4.
- Мирза выигрывает свой 2-й парный титул в сезоне и 24-й за карьеру в туре ассоциации.
- Хингис выигрывает свой 2-й парный титул в сезоне и 42-й за карьеру в туре ассоциации.